# Compsocryptus buccatus
Compsocryptus buccatus är en stekelart som först beskrevs av Cresson 1872.  Compsocryptus buccatus ingår i släktet Compsocryptus och familjen brokparasitsteklar. Inga underarter finns listade i Catalogue of Life.